# 北方高等商学院
北方高等商学院（法語：École des Hautes Études Commerciales du Nord）是一所成立于1906年的法国大学校兼商学院，在里尔、尼斯和巴黎以及英国和新加坡均有校区。